# Лоренс-Гарбор (Нью-Джерсі)
Лоренс-Гарбор (англ. Laurence Harbor) — переписна місцевість (CDP) в США, в окрузі Міддлсекс штату Нью-Джерсі. Населення — 6635 осіб (2020).

## Географія
Лоренс-Гарбор розташований за координатами 40°26′52″ пн. ш. 74°14′54″ зх. д. / 40.44778° пн. ш. 74.24833° зх. д. (40.447787, -74.248358).  За даними Бюро перепису населення США в 2010 році переписна місцевість мала площу 7,65 км², з яких 7,50 км² — суходіл та 0,15 км² — водойми.

## Демографія
Згідно з переписом 2010 року, у переписній місцевості мешкало 6536 осіб у 2536 домогосподарствах у складі 1767 родин. Густота населення становила 855 осіб/км².  Було 2650 помешкань (346/км²).
Расовий склад населення:
| - 80,2 % — білих - 8,1 % — азіатів - 5,9 % — чорних або афроамериканців - 0,3 % — корінних американців - 3,3 % — осіб інших рас |

До двох чи більше рас належало 2,2 %. Частка іспаномовних становила 11,0 % від усіх жителів.
За віковим діапазоном населення розподілялося таким чином: 20,5 % — особи молодші 18 років, 70,0 % — особи у віці 18—64 років, 9,5 % — особи у віці 65 років та старші. Медіана віку мешканця становила 39,1 року. На 100 осіб жіночої статі у переписній місцевості припадало 101,4 чоловіків;  на 100 жінок у віці від 18 років та старших — 99,8 чоловіків також старших 18 років.
Середній дохід на одне домашнє господарство  становив 94 228 доларів США (медіана — 74 103), а середній дохід на одну сім'ю — 95 664 долари (медіана — 86 875). Медіана доходів становила 61 147 доларів для чоловіків та 48 016 доларів для жінок. За межею бідності перебувало 3,9 % осіб, у тому числі 6,2 % дітей у віці до 18 років та 0,1 % осіб у віці 65 років та старших.
Цивільне працевлаштоване населення становило 4040 осіб. Основні галузі зайнятості: освіта, охорона здоров'я та соціальна допомога — 26,3 %, будівництво — 12,0 %, науковці, спеціалісти, менеджери — 11,3 %.